# レジナルド・フェレイラ・ダ・シルヴァ
レジナルド・フェレイラ・ダ・シウヴァ（Reginaldo Ferreira da Silva, 1983年7月31日 - ）は、ブラジル・ジュンジアイ出身のサッカー選手。レッジーナ1914所属。ポジションはFW（セカンドストライカー）。

## 経歴
カンポ・グランジACのユースチームでキャリアをスタートさせる。
2001年にイタリアへ渡り、トレヴィーゾFCに加入。ジェノアCFCの八百長事件やトリノFCとACペルージャの経営破綻もあり、入れ替え戦を経てクラブが3部のセリエC1から1部のセリエAに昇格する原動力となった。2005年にはウディネーゼ・カルチョが保有権を買い取ったが、トレヴィーゾにレンタルバックする形で残留し2005-2006シーズン終了までプレーした。2006-2007シーズンはウディネーゼからACFフィオレンティーナに移籍し、27試合に出場して6ゴールを記録したが、わずか1年でパルマFCに移籍。クラブは2007-08シーズン終了後にセリエB降格が決まったが自身はは残留し、1年でのセリエA復帰に貢献した。
2009年7月27日、共同保有でACシエーナに移籍（一方、シエーナからはダニエレ・ガッロッパが共同保有でパルマへ移籍）。ここでもセリエB降格を経験するが、2010-11シーズンはアントニオ・コンテ監督の元で7ゴールを挙げて1年でのセリエA復帰に貢献する。同シーズン終了後、共同保有となっていたレジナルド、ガッロッパ両選手の保有権はそれぞれシエーナとパルマが完全に買い取った。
2012年3月5日、シエーナは公式サイトで買取オプション付きレンタルでレジナルドがジェフユナイテッド市原・千葉へ移籍すると発表した。7日、ジェフ千葉の公式サイトでレジナルドの加入が発表された。6月18日もって期限付き移籍終了に伴い千葉を退団した。
2012-13シーズン限りでシエーナを去ると母国のCRヴァスコ・ダ・ガマに加入。
2014年1月に同クラブを退団して以降は無所属となっていたが、2016年9月5日にレガ・プロのパガネーゼ・カルチョと1年契約を結んだことが発表された。
2017年7月31日にトラーパニ・カルチョと1年契約を結んだ。
2018年1月、FCプロ・ヴェルチェッリに移籍した。
2018年7月、SSDモンツァ1912に移籍した。
2019年7月17日、レッジーナ1914に移籍した。

## 所属クラブ
- トレヴィーゾFC 2000-2006
- ACFフィオレンティーナ 2006-2007
- パルマFC 2007-2009
- ACシエーナ 2009-2013

→  ジェフユナイテッド千葉 2012.3-2012.6 (loan)
- CRヴァスコ・ダ・ガマ 2013-2014
- パガネーゼ・カルチョ 2016-2017
- トラーパニ・カルチョ 2017-2018
- FCプロ・ヴェルチェッリ 2018
- SSDモンツァ1912 2018-2019
- レッジーナ1914 2019-

## 個人成績
| 国内大会個人成績 | 国内大会個人成績 | 国内大会個人成績 | 国内大会個人成績 | 国内大会個人成績 | 国内大会個人成績 | 国内大会個人成績 | 国内大会個人成績 | 国内大会個人成績 | 国内大会個人成績 | 国内大会個人成績 | 国内大会個人成績 |
| 年度             | クラブ           | 背番号           | リーグ           | リーグ戦         | リーグ戦         | リーグ杯         | リーグ杯         | オープン杯       | オープン杯       | 期間通算         | 期間通算         |
| 年度             | クラブ           | 背番号           | リーグ           | 出場             | 得点             | 出場             | 得点             | 出場             | 得点             | 出場             | 得点             |
| 日本             | 日本             | 日本             | 日本             | リーグ戦         | リーグ戦         | リーグ杯         | リーグ杯         | 天皇杯           | 天皇杯           | 期間通算         | 期間通算         |
| ---------------- | ---------------- | ---------------- | ---------------- | ---------------- | ---------------- | ---------------- | ---------------- | ---------------- | ---------------- | ---------------- | ---------------- |
| 2012             | 千葉             | 10               | J2               | 10               | 0                | -                | -                | -                | -                | 10               | 0                |
| 通算             | 日本             | 日本             | J2               | 10               | 0                | -                | -                | -                | -                | 10               | 0                |
| 総通算           | 総通算           | 総通算           | 総通算           | 10               | 0                | -                | -                | -                | -                | 10               | 0                |

- Jリーグ初出場　2012年3月25日 J2第5節 vs徳島ヴォルティス (フクダ電子アリーナ)

## タイトル
トレヴィーゾ
- セリエC1 : 2002-03
- スーペルコッパ・ディ・セリエC1 : 2003